# Apremont (Ardennes)
Apremont ist eine französische Gemeinde im Département Ardennes in der Region Grand Est. Sie gehört zum Arrondissement Vouziers und zum Kanton Attigny. 
Nachbargemeinden sind Chatel-Chéhéry im Norden, Exermont im Nordosten, Baulny im Südosten, Montblainville im Süden und Binarville im Westen.

## Weblinks

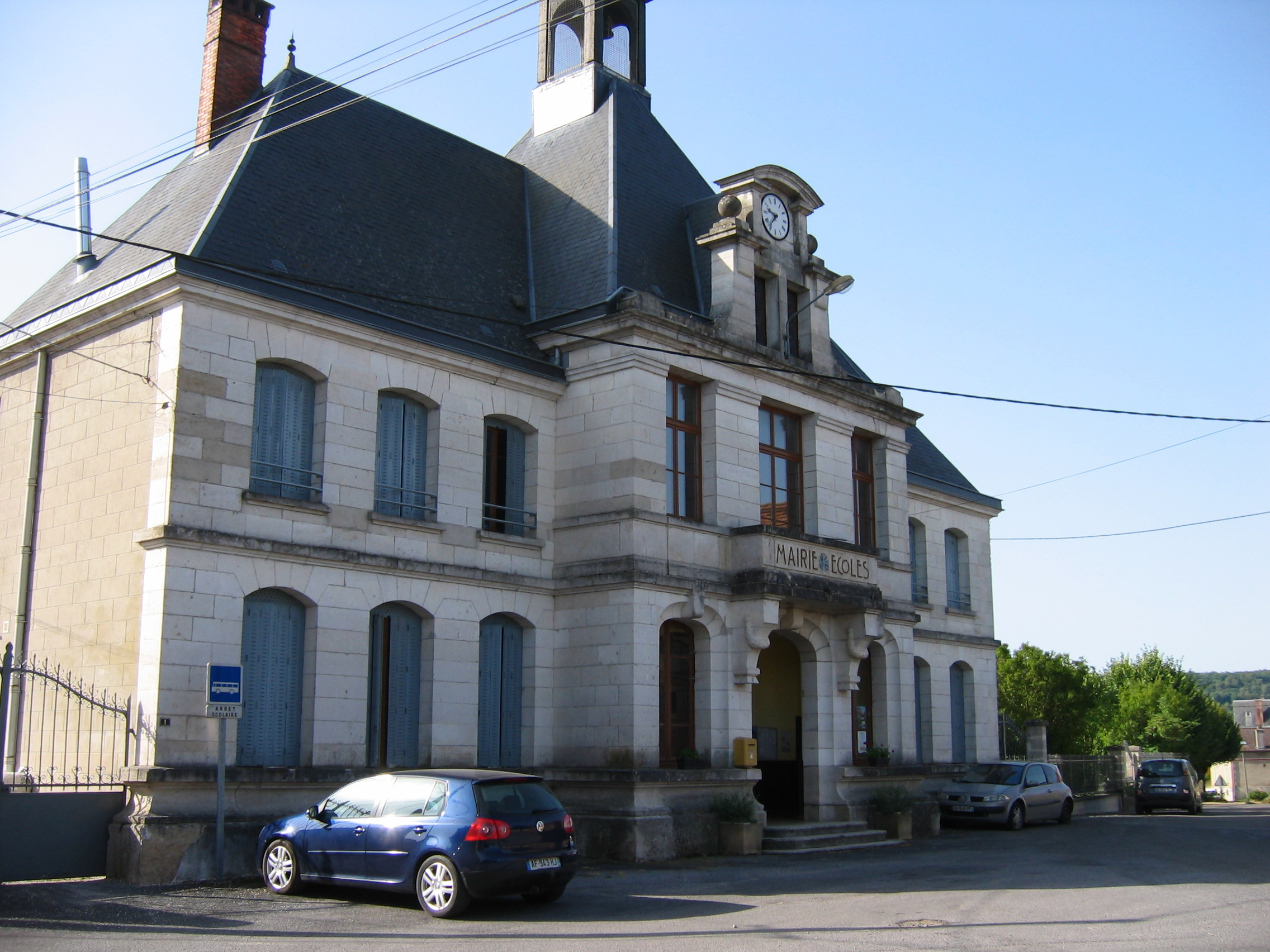
Mairie (Rathaus) Apremont

## Bevölkerungsentwicklung
| Jahr      | 1962 | 1968 | 1975 | 1982 | 1990 | 1999 | 2008 | 2015 |
| --------- | ---- | ---- | ---- | ---- | ---- | ---- | ---- | ---- |
| Einwohner | 221  | 207  | 165  | 140  | 109  | 118  | 128  | 120  |